# Gustav Knuth
Gustav Knuth (7 de julio de 1901 - 1 de febrero de 1987) fue un actor teatral y cinematográfico alemán. Tras la Segunda Guerra Mundial adoptó la ciudadanía suiza.

## Biografía
Su nombre completo era Gustav Adolf Karl Friedrich Knuth, y nació en Brunswick, Alemania. Obligado por su padre a hacer un aprendizaje como cerrajero, interrumpió esta formación para recibir lecciones de interpretación del actor Casimir Paris en Brunswick. En 1918 obtuvo su primer contrato en Hildesheim, actuando entre 1919 y 1922 en el Harburger Stadttheater. Entre 1922 y 1925 estuvo activo en Basilea, y desde 1933 a 1936 trabajó en el Deutsches Schauspielhaus de Hamburgo. Posteriormente pasó al Konzerthaus Berlin, teatro en el que permaneció hasta el año 1945.
Entre los años 1945 y 1949 Knuth fue nuevamente empleado en el Deutsches Schauspielhaus de Hamburgo. En 1946 la ocupación británica lo designó representante de los trabajadores culturales en la ciudad de Hamburgo. En las primeras elecciones que tuvieron lugar ese mismo año participó como candidato del movimiento Freien Kulturpolitischen Bundes, pero debido al fracaso cosechado se vio obligado a abandonar su puesto en el parlamento.
Desde el año 1949 formó parte de la compañía del Schauspielhaus de  Zúrich, donde actuó con actores como Therese Giehse.
Friedrich Dürrenmatt escribió para Knuth el papel del científico Beutler en el drama teatral Los físicos. En 1964 la obra fue adaptada a la televisión por Fritz Umgelter, reinterpretando Knuth y Giehse sus papeles. Knuth participó también en la trilogía cinematográfica dedicada a la emperatriz Isabel de Baviera, encarnando al Duque Maximiliano José de Baviera junto a Romy y Magda Schneider.
Knuth inició su carrera de actor cinematográfico en 1935, y decía que el film Unter den Brücken, dirigido por Helmut Käutner, fue el mejor de los interpretados por él. La película se rodó en 1944, pero no se distribuyó hasta 1946. En los años 1960, con la llegada de la televisión, Knuth se dio a conocer a un público más amplio al que conquistó rápidamente interpretando el papel del veterinario Hofer en la serie Alle meine Tiere. Durante los años 1960 y 1970 fue uno de los más prolíficos actores alemanes, actuando en numerosos filmes y series, en los cuales interpretaba figuras de carácter afable y popular.
Entre 1967 y 1968 obtuvo un nuevo éxito con la serie televisiva Großer Mann, was nun?. En la afamada serie Salto Mortale encarnó a Carlo Doria. Trabajó también en la serie en 26 episodios Drüben bei Lehmanns (1971), que obtuvo un gran éxito. En 1979, dirigido por Wolfgang Staudte, interpretó el papel de Eiserner Gustav en la serie del mismo nombre. Interpretó su último papel cinematográfico en 1981, en el film Der Bockerer.
Fue también activo como intérprete de radioteatro. En 1953, dirigido por Eduard Hermann, fue Philip Droste, uno de los personajes principales del programa radiofónico Paul Temple und der Fall Vandyke, basado en una historia de Francis Durbridge.
Gustav Knuth se casó con la actriz Gustl Busch, con la cual tuvo un hijo, Klaus Knuth (1935–2012), y de la que se divorció en los años 1930. Posteriormente se casó con la actriz Elisabeth Lennartz. La actriz Nicole Knuth, miembro del dúo Knuth und Tucek, es sobrina suya.

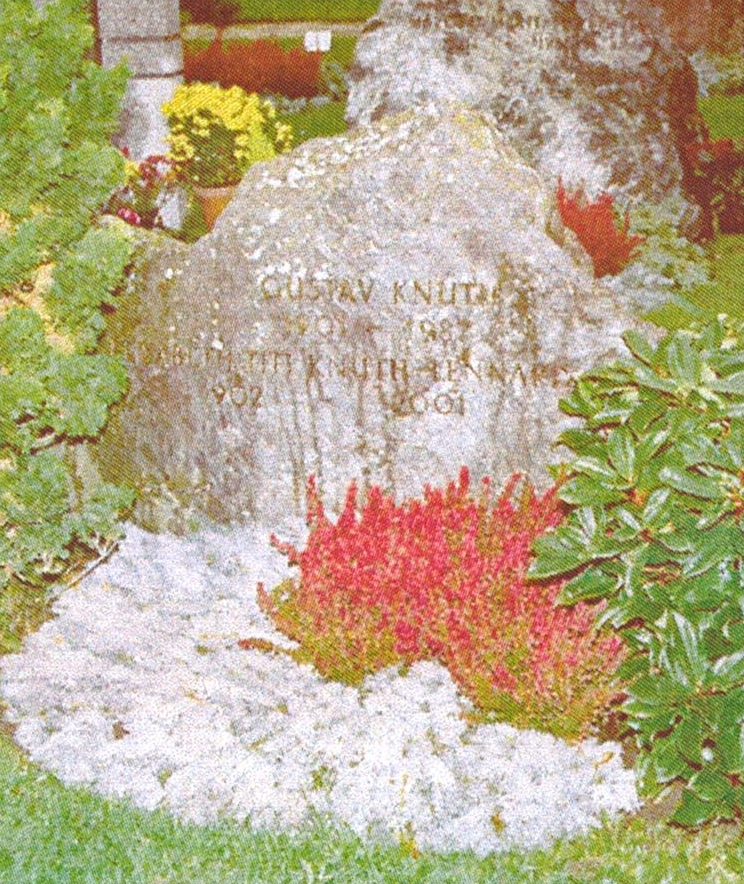
Tumba de Gustav Knuth

En 1974 Gustav Knuth publicó su biografía, titulada Mit einem Lächeln im Knopfloch. El actor falleció en 1987 en Küsnacht, Suiza, a causa de un infarto agudo de miocardio. Tenía 85 años de edad. Fue enterrado en el Cementerio de Hinterriet/Küsnacht, cerca de Zúrich.

## Premios
- 1935 : Nombramiento como Staatsschauspieler (actor estatal).
- 1962 : Premio Ernst-Lubitsch por su trabajo en el film Der Lügner.
- 1967, 1968 y 1980 : Premio Bambi de oro.
- 1970 : Premio Bambi de plata.
- 1974 : Premio Filmband in Gold de los Deutscher Filmpreis al conjunto de su carrera cinematográfica.
- 1976 : Premio Goldene Kamera.

## Filmografía (selección)

### Cine
- 1935 : Der Ammenkönig
- 1937 : Heimweh
- 1938 : Schatten über St. Pauli
- 1939 : Der Vorhang fällt
- 1939 : Mann für Mann
- 1939 : Das Lied der Wüste
- 1940 : Zwischen Hamburg und Haiti
- 1940 : Das Mädchen von Fanö
- 1941 : Friedemann Bach
- 1942 : Das große Spiel
- 1944 : Große Freiheit Nr. 7
- 1945 : Das Leben geht weiter
- 1945 : Unter den Brücken
- 1950 : Land der Sehnsucht
- 1950 : Der Theodor im Fußballtor
- 1951 : Das seltsame Leben des Herrn Bruggs
- 1952 : Der fröhliche Weinberg
- 1952 : Palace Hotel
- 1952 : Das kann jedem passieren
- 1953 : Keine Angst vor großen Tieren
- 1953 : Muß man sich gleich scheiden lassen?
- 1954 : Auf der Reeperbahn nachts um halb eins
- 1954 : Raub der Sabinerinnen
- 1954 : Die Mücke
- 1955 : Geliebte Feindin
- 1955 : Las ratas, de Robert Siodmak
- 1955 : Ich denke oft an Piroschka
- 1955 : 08/15 in der Heimat
- 1955 : Himmel ohne Sterne
- 1955–1957 : Sissi-Trilogía
- 1956 : Regine
- 1956 : Hengst Maestoso Austria
- 1956 : Der Bettelstudent
- 1956 : Heute heiratet mein Mann
- 1956 : Wenn wir alle Engel wären
- 1956 : Spion für Deutschland
- 1956 : S’Waisechind vo Engelberg
- 1957 : Robinson soll nicht sterben
- 1957 : Ein Stück vom Himmel
- 1957 : Der 10. Mai
- 1957 : … und die Liebe lacht dazu
- 1957 : Wenn Frauen schwindeln
- 1958 : Ihr 106. Geburtstag
- 1958 : Das Dreimäderlhaus
- 1958 : Kleine Leute mal ganz groß
- 1958 : Der schwarze Blitz
- 1958 : Man ist nur zweimal jung
- 1958 : Hoch klingt der Radetzkymarsch
- 1959 : Alle lieben Peter
- 1959 : Buddenbrooks
- 1959 : Freddy unter fremden Sternen
- 1959 : Geliebte Bestie
- 1960 : Ich heirate Herrn Direktor
- 1960 : Das kunstseidene Mädchen
- 1960 : Kein Engel ist so rein
- 1960 : Lampenfieber
- 1960 : Der Herr mit der schwarzen Melone
- 1960 : Conny und Peter machen Musik
- 1960 : Eine Frau fürs ganze Leben
- 1960 : Der Teufel hat gut lachen
- 1960 : Auf Engel schießt man nicht
- 1960 : An heiligen Wassern
- 1961 : Der Lügner
- 1961 : Eine hübscher als die andere
- 1961 : Nur der Wind
- 1961 : Chikita
- 1963 : Die Nylonschlinge
- 1963 : Meine Tochter und ich
- 1963 : Die ganze Welt ist himmelblau
- 1964 : Das hab ich von Papa gelernt
- 1964 : Heiß weht der Wind
- 1964 : Jetzt dreht die Welt sich nur um dich
- 1965 : Schüsse im 3/4 Takt
- 1965 : Heidi
- 1965 : Der Kongreß amüsiert sich
- 1965 : Tante Frieda – Neue Lausbubengeschichten
- 1966 : Onkel Filser – Allerneueste Lausbubengeschichten
- 1968 : Frau Wirtin hat auch einen Grafen
- 1969 : Die tolldreisten Geschichten – nach Honoré de Balzac
- 1969 : Pepe, der Paukerschreck
- 1969 : Charley’s Onkel
- 1981 : Der Bockerer

### Telefilmes
- 1964 : Die Physiker
- 1966 : Großer Ring mit Außenschleife
- 1969 : Die Reise nach Tilsit
- 1972 : Der Illegale (miniserie)
- 1977 : Gaslicht

### Series televisión
- 1962–1963 : Alle meine Tiere (9 episodios)
- 1967–1968 : Großer Mann was nun? (8 episodios)
- 1969–1972 : Salto Mortale (18 episodios)
- 1971–1973 : Drüben bei Lehmanns (18 episodios)
- 1972–1973 : Kleinstadtbahnhof (26 episodios)
- 1973–1974 : Hallo – Hotel Sacher … Portier! (episodios 1x05, 2x10)
- 1974 : Die Powenzbande (episodio 1x01)
- 1978 : Der eiserne Gustav (7 episodios)
- 1983 : Polizeiinspektion 1 (episodio 6x05)

## Radio (selección)[4]
- 1926 : Hans Sturm; W. Färber: Das Extemporale, dirección de Felix Hauser (Nordische Rundfunk AG)
- 1926 : Ludwig Fulda: Jugendfreunde, dirección de Felix Hauser (NORAG)
- 1926 : Ludwig Fulda: Lottchens Geburtstag, dirección de Felix Hauser (NORAG)
- 1945 : Carl Zuckmayer: Der Hauptmann von Köpenick, dirección de Helmut Käutner (Nordwestdeutscher Rundfunk)
- 1945 : Oskar Blumenthal; Gustav Kadelburg: La posada del Caballito Blanco, dirección de Otto Kurth (Nordwestdeutscher Rundfunk)
- 1946 : Molière: Tartufo, dirección de Otto Kurth (NWDR)
- 1946 : Heinrich Heine: Ratcliff, dirección de Gustav Burmester (NWDR)
- 1946 : Johann Wolfgang von Goethe: Urfaust, dirección de Ludwig Cremer (NWDR)
- 1946 : George Bernard Shaw: Pigmalión, dirección de Otto Kurth (NWDR)
- 1950 : Gerda Corbett: Freundinnen, dirección de Heinz-Günter Stamm (Bayerischer Rundfunk)
- 1950 : William Shakespeare: El sueño de una noche de verano, dirección de Heinz-Günter Stamm (BR)
- 1950 : Alphonse Daudet: Die Abenteuer des Herrn Tartarin de Tarascon, dirección de Heinz-Günter Stamm (BR)
- 1951 : Gerhart Hauptmann: Hanneles Himmelfahrt, dirección de Heinz-Günter Stamm (BR)
- 1953 : Wilhelm Hauff: Der Traum vom Glanz der Welt, dirección de Ludwig Cremer (NWDR)
- 1953 : Antón Chéjov: Der Bär, dirección de Eduard Hermann (NWDR)
- 1953 : Lothar Tank: Goethe schreibt ein Hörspiel, dirección de Wilhelm Semmelroth (NWDR)
- 1953 : Francis Durbridge: Paul Temple und der Fall Vandyke (3ª parte: Mr. Droste wird vorgestellt), dirección de Eduard Hermann (NWDR)
- 1953 : Francis Durbridge: Paul Temple und der Fall Vandyke (4ª parte: Boulevard Seminaire), dirección de Eduard Hermann (NWDR)
- 1953 : Francis Durbridge: Paul Temple und der Fall Vandyke (5ª parte: Roger Shelly gibt einen Wink), dirección de Eduard Hermann (NWDR)
- 1953 : Francis Durbridge: Paul Temple und der Fall Vandyke (6ª parte: Der Verdächtige Nr. 1), dirección de Eduard Hermann (NWDR)
- 1953 : Hellmut von Cube: Der falsche Schutzengel, dirección de Heinz-Günter Stamm (BR)
- 1953 : Francis Durbridge: Paul Temple und der Fall Vandyke (8ª parte: Mr. Vandyke), dirección de Eduard Hermann (NWDR)
- 1953 : Johannes von Tepl: Der Ackermann und der Tod, dirección de Ludwig Cremer (NWDR)
- 1953 : Heinrich Rossbacher: Roter Mohn, dirección de Franz Zimmermann (NWDR)
- 1954 : Rudolf Oswald Diehl: Das ungeschriebene Gesetz, dirección de Raoul Wolfgang Schnell (NWDR / Sender Freies Berlin)
- 1955 : Jacques Perret, Jean Forest: Ein Ding taucht auf, dirección de Eduard Hermann (NWDR)
- 1955 : Jürgen Gütt: Neues aus Schilda (episodio: Die gräßlichen Zwillinge), dirección de Raoul Wolfgang Schnell (NWDR)
- 1955 : Johannes Hendrich: Lauter Engel um Monsieur Jacques, dirección de Raoul Wolfgang Schnell (NWDR)
- 1955 : Johan-Mark Elsing: Das große Wagnis (10ª parte: Ende und Sinn des Abenteuers), dirección de Kurt Meister (NWDR)
- 1955 : Heinz Ulrich: Ich wünsche mir einen Mann, dirección de Heinz-Günter Stamm (BR)
- 1955 : Carl Stefan: Alle unter einem Hut, dirección de Eduard Hermann (NWDR)
- 1955 : Georges Simenon: Maigret y la anciana, dirección de Raoul Wolfgang Schnell (NWDR)
- 1955 : William Shakespeare: La fierecilla domada, dirección de Walter Ohm (BR)
- 1955 : Ugo Betti: Die Flüchtende, dirección de Ludwig Cremer (NWDR)
- 1955 : Helene Schmoll: Die Chamäleondame, dirección de Kurt Meister (NWDR)
- 1955 : Manuel van Loggem: Das Haus am Hafen, dirección de Ludwig Cremer (NWDR)
- 1955 : Gotthold Ephraim Lessing: Nathan el Sabio, dirección de Walter Ohm (BR)
- 1956 : Walter Andreas: Des Königs Sohn, dirección de Gottfried Gülicher (Westdeutscher Rundfunk Köln)
- 1956 : Karl May: Winnetou (8ª parte: Die Eisenbahnräuber), dirección de Kurt Meister (WDR)
- 1956 : Karl May: Winnetou (9ª parte: Winnetous Tod)Kurt Meister (WDR)
- 1956 : Friedrich Dürrenmatt: Herkules und der Stall des Augias, dirección de Walter Ohm (BR)
- 1956 : Marcel Pagnol: Gottes liebe KinderRaoul Wolfgang Schnell (WDR / Norddeutscher Rundfunk)
- 1956 : Antón Chéjov: Petición de mano, dirección de Ludwig Cremer (WDR)
- 1958 : Franz Essel: Alexander in Athen, dirección de Raoul Wolfgang Schnell (WDR)
- 1958 : Johannes Hendrich: Lauter Engel um Monsieur Jacques, dirección de Heinz-Günter Stamm (BR)
- 1959 : Franz von Schönthan, Paul von Schönthan: Der Raub der Sabinerinnen, dirección de Heinz-Günter Stamm (BR)
- 1959 : Sófocles, Ezra Pound: Die Frauen von Trachis, dirección de Walter Ohm (BR)
- 1961 : Walter Bauer: Das Bild an der Wand, dirección de Gustav Burmester (NDR)
- 1961 : Christopher Fry: Ein Schlaf Gefangener, dirección de Cläre Schimmel (SDR)
- 1962 : Edmond Kinds: Die Spatzen von Baltimore, dirección de Ludwig Cremer (WDR)
- 1963 : Bernd Grashoff: Memoiren eines Butlers, dirección de Heinz-Günter Stamm (BR)
- 1963 : Padraic Fallon: Im Gasthaus zur Brücke, dirección de Ludwig Cremer (SDR / BR / RIAS Berlin)
- 1963 : Jürg Federspiel: Orangen vor ihrem Fenster, dirección de Kurt Hirschfeld (Hessischer Rundfunk / NDR / Schweizer Radio DRS)
- 1963 : Georges Simenon: Georges Simenon-Reihe (5º episodio: Die grünen Fensterläden), dirección de Gert Westphal (Südwestfunk / WDR)